# Грановский, Вадим
Вадим Грановский (рум. Vadim Hranovschi, род. 14 февраля 1983, Каменка) — молдавский легкоатлет, выступавший в метании диска. Участник летних Олимпийских игр 2004 и 2008 годов.

## Биография
Вадим Грановский родился 14 февраля 1983 года в городе Каменка Молдавской ССР (сейчас в Приднестровье).
В 2001 году занял 11-е место на юниорском чемпионате Европы в Гроссето, показав результат 48,97 метра.
Дважды выступал на молодёжных чемпионатах Европы: в 2003 году в Быдгоще занял 16-е место (52,52), в 2005 году в Эрфурте — 4-е (59,71).
В 2004 году вошёл в состав сборной Молдавии на летних Олимпийских играх в Афинах. В квалификации метания диска занял 32-е место, показав результат 55,64 и уступив 6,27 метра худшему из попавших в финал Золтану Кёваго из Венгрии.
В 2008 году вошёл в состав сборной Молдавии на летних Олимпийских играх в Пекине. В квалификации метания диска занял 35-е место, показав результат 56,19 и уступив 6,29 метра худшему из попавших в финал Францу Крюгеру из Финляндии.
Дважды участвовал в летних Универсиадах: в 2005 году в Измире занял 8-е место (59,48), в 2009 году в Пекине — 20-е (52,83).

## Личный рекорд
- Метание диска — 64,43 (6 мая 2010, Кишинёв)[2]